# Parella
|  | Per a altres significats, vegeu «Parella (desambiguació)». |

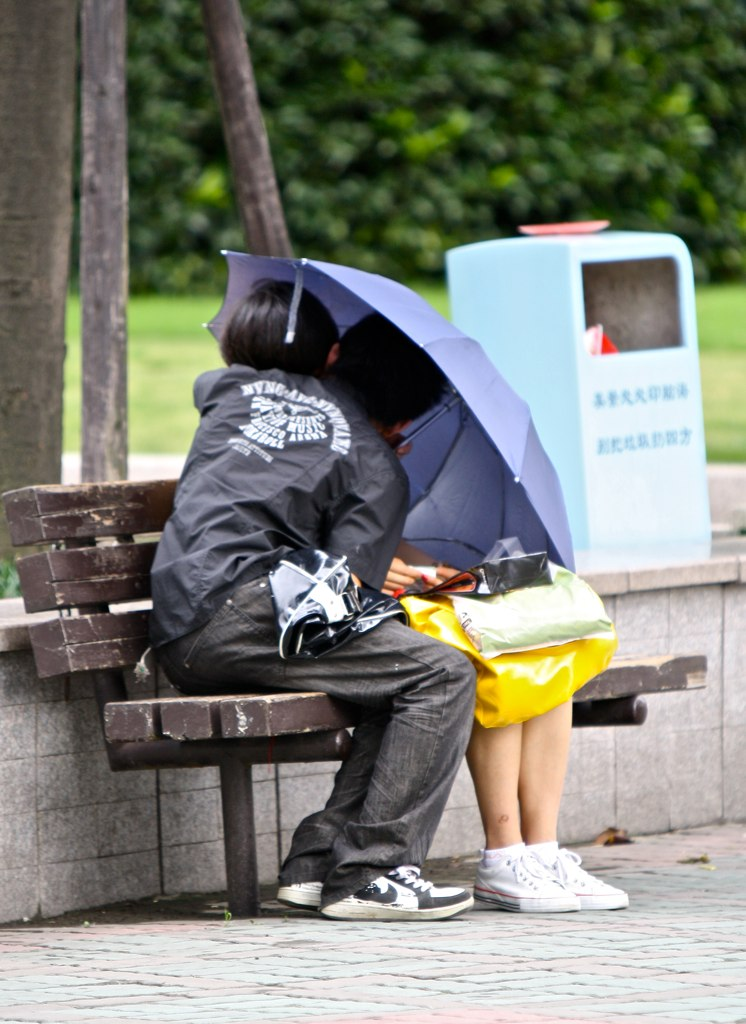
Una parella jove besant-se sota un paraigua al banc d'un parc.

Una parella és la unió afectiva i íntima entre dues persones (una díada), d'igual o diferent sexe, generalment formant i sent la base d'una família, amb fills o sense. No cal que tinguin residència comuna. Les relacions de parella s'inicien amb una fase d'enamorament que sol derivar en una fase de compromís. Hi ha autors que especifiquen que la parella no és tant una persona o un estat instantani com un procés continu al llarg del temps, la construcció d'una relació que s'estableix entre dues persones, atorgant-li importància creixent. Una persona pot tenir diverses parelles sexuals estables, de manera monògama seqüencial o polígama (relació oberta, poliamor). La parella és el grau relacional i d'intimitat major entre dues persones, implicant comunicació franca, mútua determinació i compromís a llarg termini. Sembla que cobreix necessitats afectives i emocionals.
La Coordinadora Gai-Lesbiana de Barcelona i altres grups impulsors de les reformes legislatives relatives a les parelles a Catalunya i Espanya han anat raonant una definició de parella que especifica que la relació familiar és horitzontal, en el sentit d'una família igualitària d'un gènere respecte a un altre, no autoritària sinó dialogant i no jeràrquica o organitzada en funció de l'edat. Tanmateix, a la pràctica aquest concepte de família no sempre coincideix amb el de parelles homosexuals (ni heterosexuals).

## Etimologia
La paraula en català "parella" prové del llatí parĭcŭla, amb el significat d'un conjunt de dues coses, i especialment persones o animals, destinats a fer alguna cosa plegats. Posteriorment també ha significat "persona que va unida amb una altra de la mateixa espècie per a una acció conjunta".
Actualment, els termes "parella" i "relació de parella" s'han imposat al llenguatge col·loquial i fins i tot jurídic (al terme parella de fet, per exemple) en detriment del mot "matrimoni", essent usat tant per persones casades com les que no ho són, i incloent-hi nuvis, amants, etc. Ha anat substituint mots com "promès/promesa" i "nuvi/núvia". Per castellanisme alguns el fan servir de sinònim de xicot(a), amiguet(a), company(a), promès/promesa: *la meva parella (l'home o la dona amb qui surto).

## Història
La societat europea i occidental ha estat durant tres mil anys, fins a partir del segon terç del segle xx, basada en un model de família patriarcal caracteritzat pel poder dels homes sobre les dones i els nens i amb funcions i rols establerts molt definits respecte a l'home i la dona dins de la parella, en matrimoni. Els antics models econòmics i polítics es referien a "famílies" en aquest sentit. És notable que els conceptes de família i parella, així com els antics rols corresponents al marit i a la muller, no van canviar amb la incorporació massiva de la dona al mercat laboral, i la consegüent independència econòmica, ni amb la igualtat de drets sinó posteriorment: quan, a més, la dona pot decidir quan i com pot portar fills al món, sense parella o amb la parella que vulgui.
A partir del moment en què una majoria de dones va poder accedir a la contracepció, moltes d'elles van poder adquirir un paper més actiu i poderós a la vida social, i només aquest canvi ja implica noves relacions de parella i de models familiars. Al segle xxi, els canvis ideològics, socials, tecnològics, laborals i psicològics afegits desafien encara més la família del sistema patriarcal, iniciant una redefinició del concepte de parella, caracteritzada per la intimitat i la reciprocitat. Un dels trets més característics del comportament familiar de l'època actual són els forts lligams de parentiu, augmentant l'assistència entre parents.

## Institucions legals basades en la parella
Legalment, a Catalunya es considera parella estable -el terme legal usat, feta la formalització, és unió civil- la formada per dues persones "majors d'edat que conviuen en una comunitat de vida anàloga a la matrimonial, si la convivència dura més de dos anys ininterromputs, tenen un fill comú o formalitzen la relació en escriptura pública." Les parelles poden, o no, formalitzar el seu estat legal, social o religiosament, mitjançant festes, cerimònies i documents. Algunes formes d'institucions formals basades en la parella són la parella de fet i el matrimoni, per exemple, en aquests casos, legalment cada membre de la parella és un cònjuge, o també marit (pels homes) i muller (les dones).

### Parella i matrimoni
Una parella és sempre la relació entre dues persones. En canvi, segons les cultures, un matrimoni pot implicar una dona i dos o més homes (poliàndria), com per exemple en algunes ètnies tradicionals del Tibet, entre els inuit o a l'antiga Mesopotàmia; o també pot implicar un home i més d'una dona. Un matrimoni també pot comportar diverses parelles, públiques o clandestines, a més del cònjuge, que poden ser estables, durant tota la vida, i incloure convivència o fills.
Les parelles poden estar formades per persones d'igual o diferent sexe, mentre que al matrimoni, en ser una institució política i social que depèn de cada cultura, pot haver-hi la restricció que siguin del mateix sexe. Altres restriccions que pot tenir el matrimoni i no la parella són la pertinença a la mateixa raça, ètnia o país, la majoria d'edat dels membres de la parella, etc. D'altra banda, alguns matrimonis es poden dur a terme malgrat el no consentiment o la manca de llibertat per a decidir d'un o ambdós contraents, podent ser menors d'edat o fins i tot estar concertats abans del seu naixement.
Una parella estable pot no contraure mai matrimoni i un matrimoni, especialment un matrimoni de conveniència, pot a la pràctica no implicar intimitat, convivència ni vida de parella entre els cònjuges.

## Religió
Al cristianisme, una parella es formalitza per mitjà del matrimoni religiós davant de Déu, que es fa públic amb la cerimònia ritual del casament. El matrimoni cristià és necessari perquè la parella pugui tenir descendència i, fins i tot, relacions sexuals, ha de ser forçosament entre un home i una dona i en principi no es pot dissoldre fins a la mort d'alguns dels contraents, tot i que es donen casos d'anul·lacions matrimonials.
Es recomana a les parelles cristianes que tinguin més d'un fill i cases espaioses per a poder acollir no només la parella sinó fills, pares i hostes. Ha de mostrar-se feliç, ja que una parella visiblement infeliç és a la pràctica, des del punt de vista cristià, com una parella infidel.

## Psicologia
La psicologia de la parella inclou la psicologia evolutiva d'una persona, en la seva cerca, construcció, ruptura o dol d'una parella, per exemple, i els possibles problemes que afecten a les relacions de parella, incloent la violència de gènere.

## Antropologia
Des de l'antropologia es poden estudiar els diferents tipus de parella d'una ètnia o cultura, en una època i societat, com són, com es relacionen els membres de la parella (i també de trios) entre ells i, com a parella, amb els altres membres i parelles de la comunitat. A la societat occidental, a partir de finals del segle XX s'observa una major fragilitat de la parella conjugal.